# Enarthrobius oblitus
Enarthrobius oblitus är en mångfotingart som beskrevs av Chamberlin och Wang 1952. Enarthrobius oblitus ingår i släktet Enarthrobius och familjen stenkrypare. Inga underarter finns listade i Catalogue of Life.